# Piràmide dels italians
La Piràmide dels italians és un mausoleu situat al Valle de Valdebezana (província de Burgos), a escassos metres del límit amb Cantàbria, al port de l'Escudo. Acull els cadàvers dels feixistes italians caiguts a la batalla de Santander durant la Guerra Civil espanyola.

## Descripció
Està fet de formigó folrat amb pedra calcària, fa 20 m d'alçada i té dos forats dels quals només un té escala que mena a una cripta on van ser enterrats 12 oficials italians.

## Història
El mausoleu va ser fet construir per Francisco Franco el 1937. La construcció va ser dirigida per l'arquitecte italià Pietro Giovanni Bergaminio, usant per a la seva construcció mà d'obra de presoners del bàndol republicà. Inaugurat el 26 d'agost per a coincidir amb la victòria del bàndol colpista a la batalla de Santander, al seu interior es van sepultar les restes de 384 soldats italians del Corpo Truppe Volontarie. El comte Galeazzo Ciano, ministre de Relacions Exteriors d'Itàlia entre 1936 i 1943, va supervisar l'enterrament dels soldats juntament amb Ramón Serrano Suñer, Es creia que la porta de la piràmide té forma de «M» en honor a Benito Mussolini, però els especialistes creuen que significa moritori, és a dir, cementiri en italià.
El 19 de maig de 1971, un autobús militar amb aproximadament 50 persones vingudes de Roma que anaven a visitar el mausoleu, es va estimbar en un dels revolts del port i hi van morir 12 persones. Des d'aleshores, al lloc de l'accident se'l coneix com La curva de los italianos.

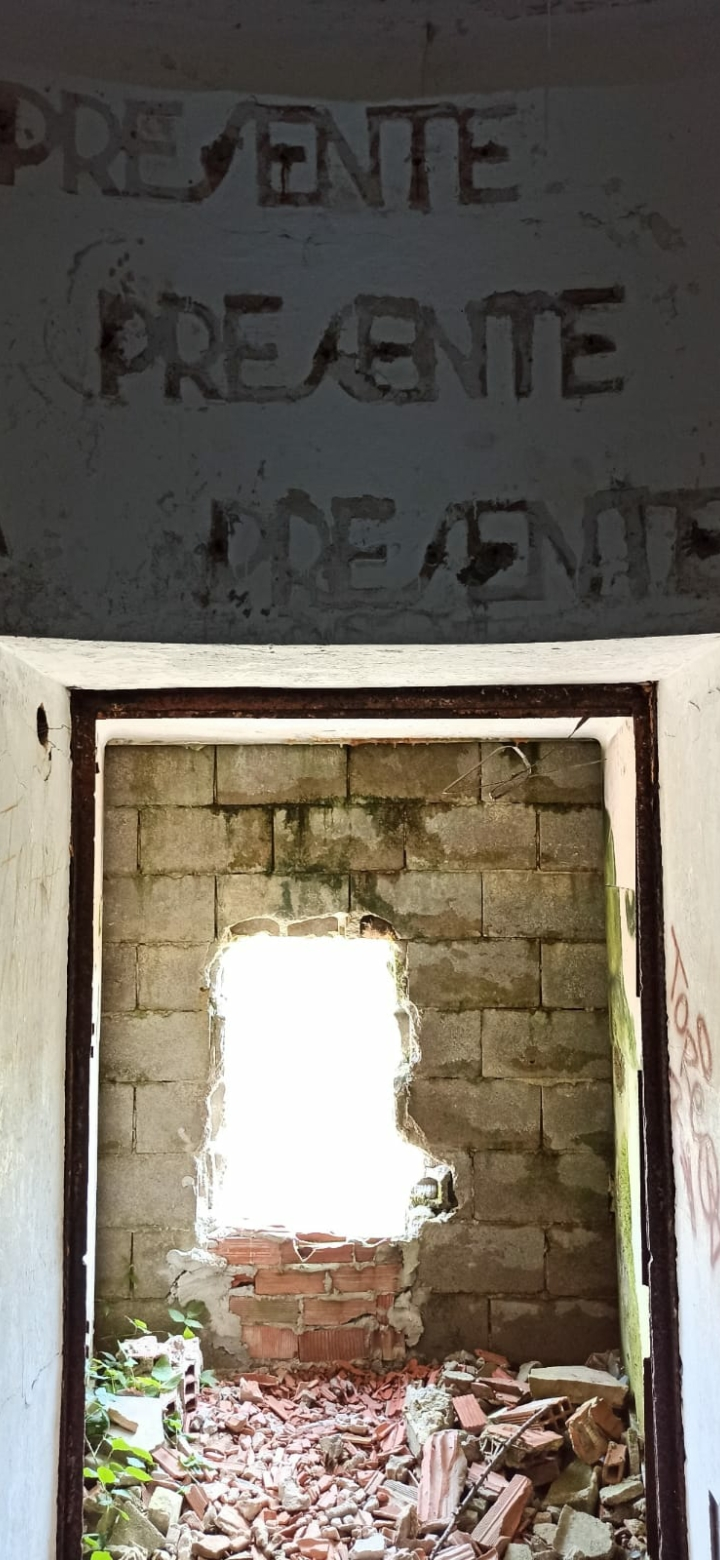
Interior del mausoleu (2020)

El 1975, el govern italià va decidir l'exhumació dels cossos: 268 van ser repatriats en caixes de zinc i la resta es va traslladar a l'església de Sant Antoni de Pàdua de Saragossa. El mausoleu està abandonat des de llavors i ha patit deteriorament i vandalisme.
El 21 de febrer de 2023, la Direcció General de Patrimoni Cultural de la Junta de Castella i Lleó va declarar el monument com a bé d'interès cultural.